# Hyundai Celesta
Hyundai Celesta (кит. 现代悦动, пиньинь Xiàndài Yuèdòng) — компактный автомобиль южнокорейской компании Hyundai Motors.
Впервые был представлен в 2016 году в Гуанчжоу. Представляет собой рестайлинг Hyundai Elantra Yuedong. Продаётся только в Китае.
Седан оснащается двигателем внутреннего сгорания Gamma мощностью 122 л. с. С сентября 2018 по 2019 год также производился универсал Celesta RV (кит. 逸行, пиньинь Yì xíng). Он оснащён двигателем внутреннего сгорания Kappa II T-GDi.
Автомобиль производится на той же платформе, что и Hyundai Solaris. По габаритам модель близка к Lada Vesta SW, несмотря на сегмент.

## Галерея

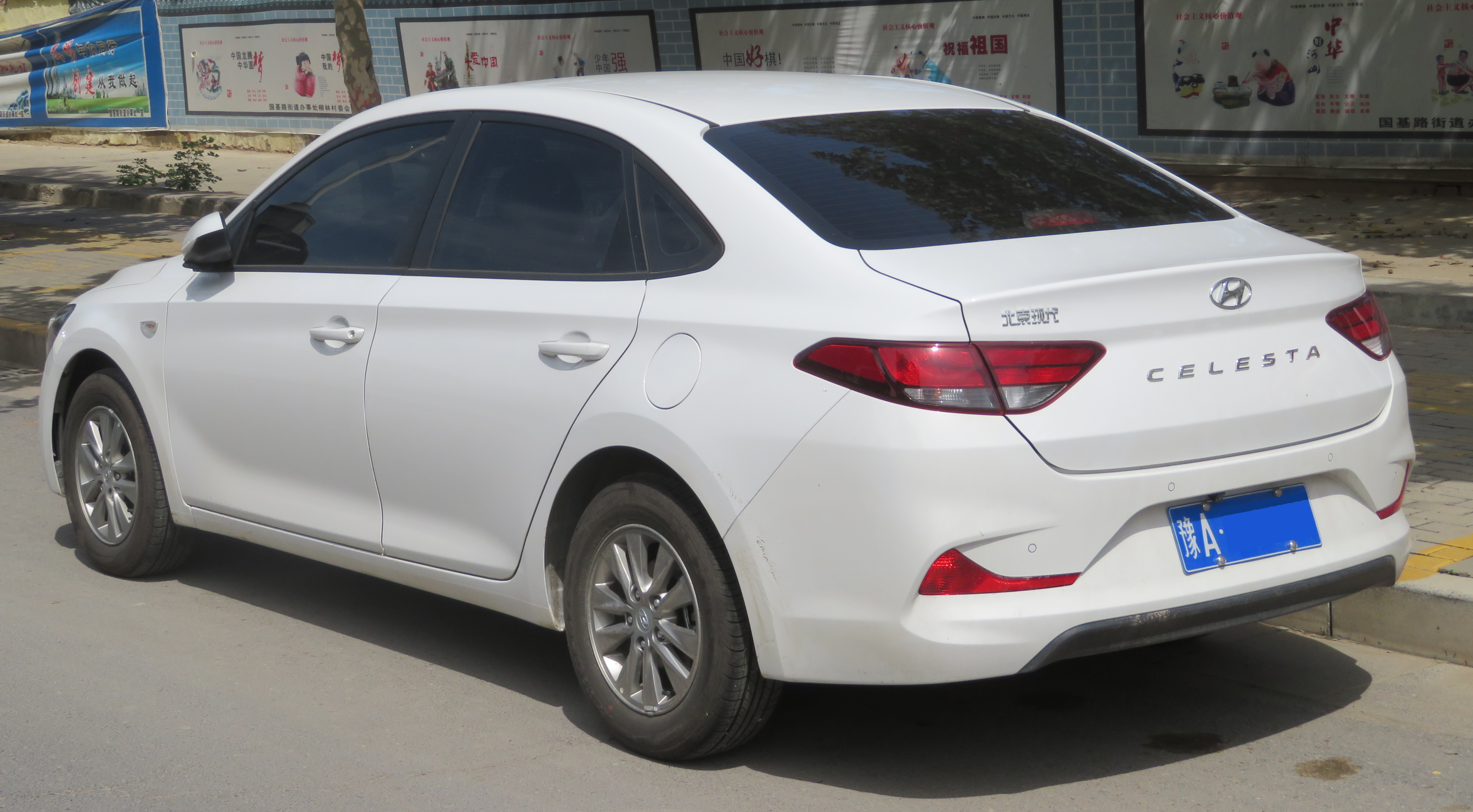
Hyundai Celesta
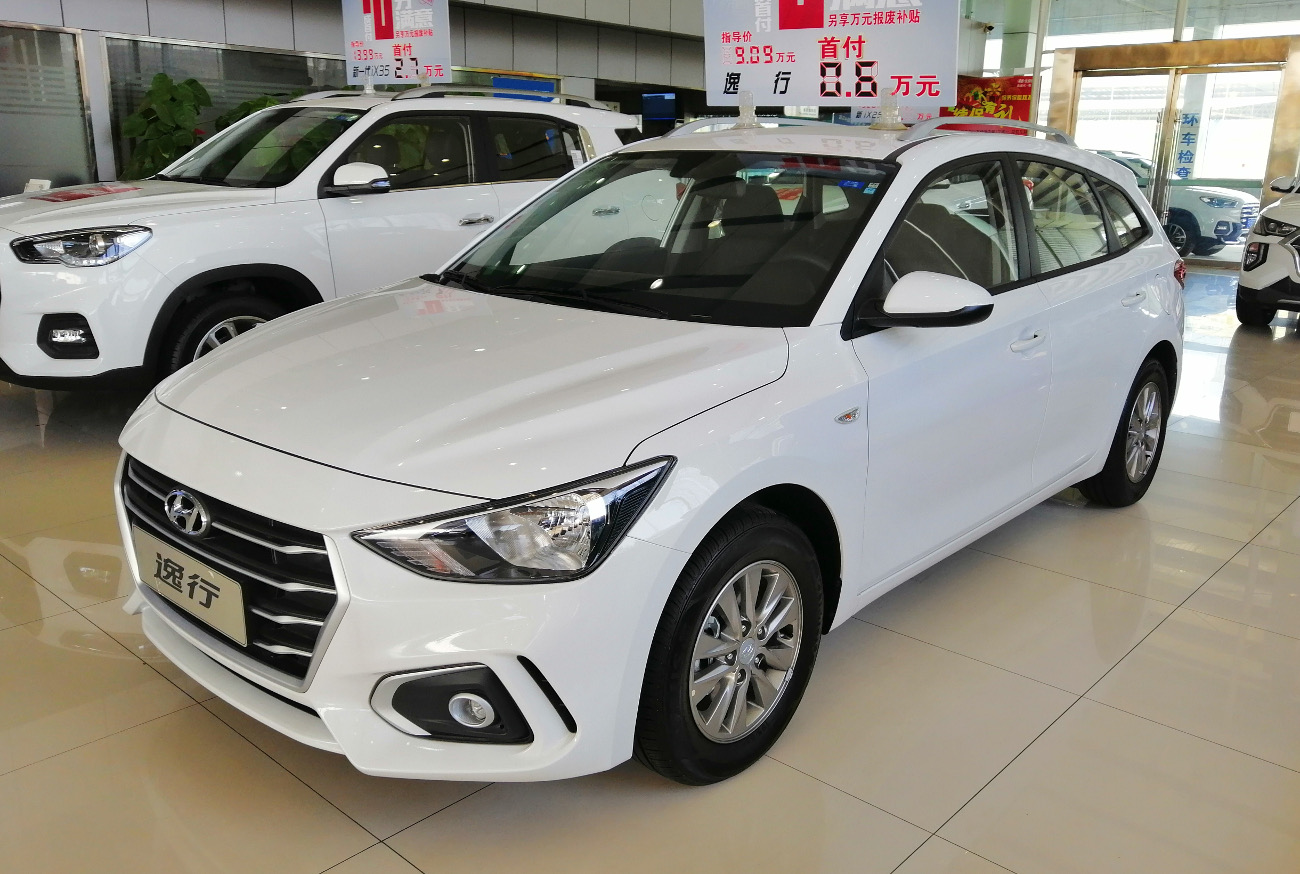
Hyundai Celesta RV
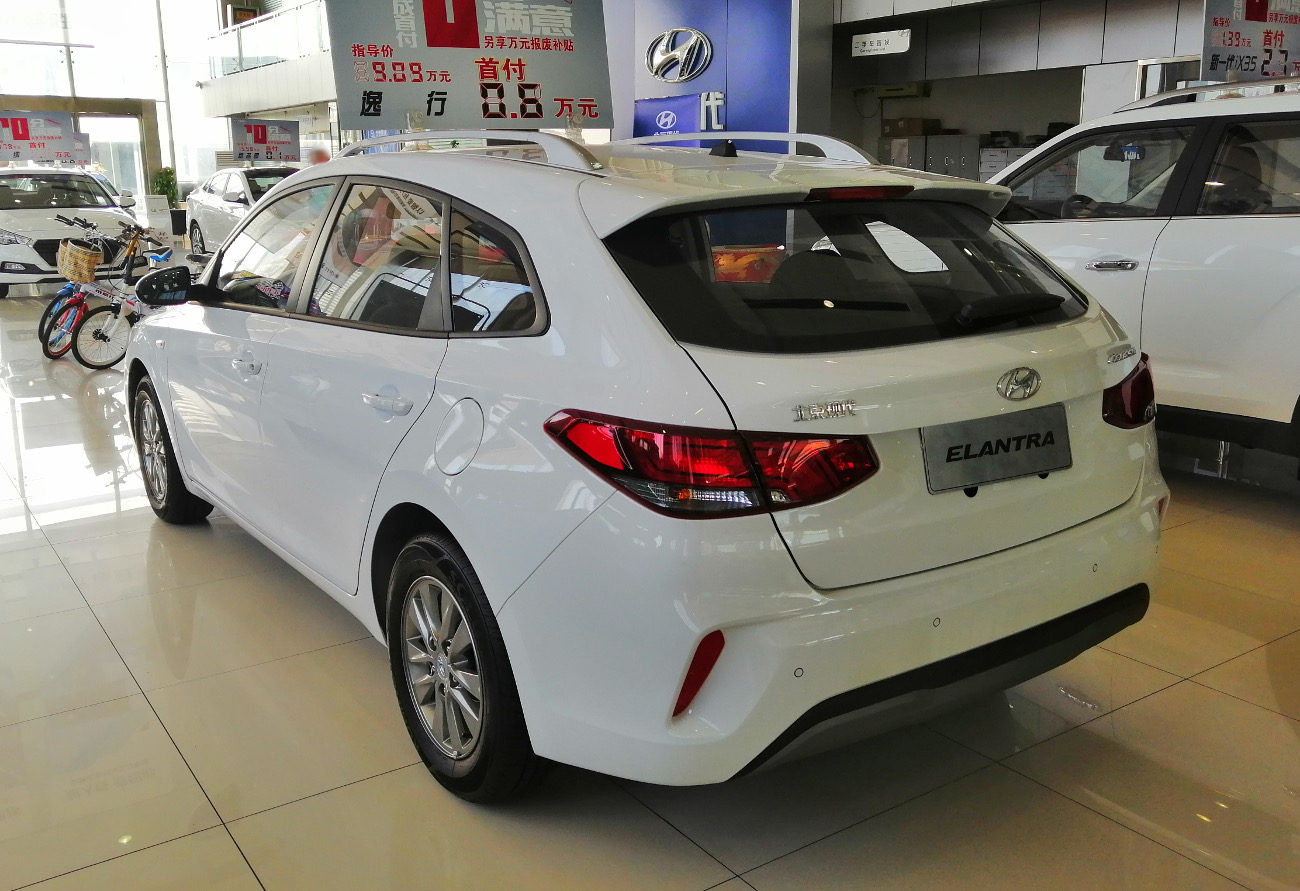
Hyundai Celesta RV
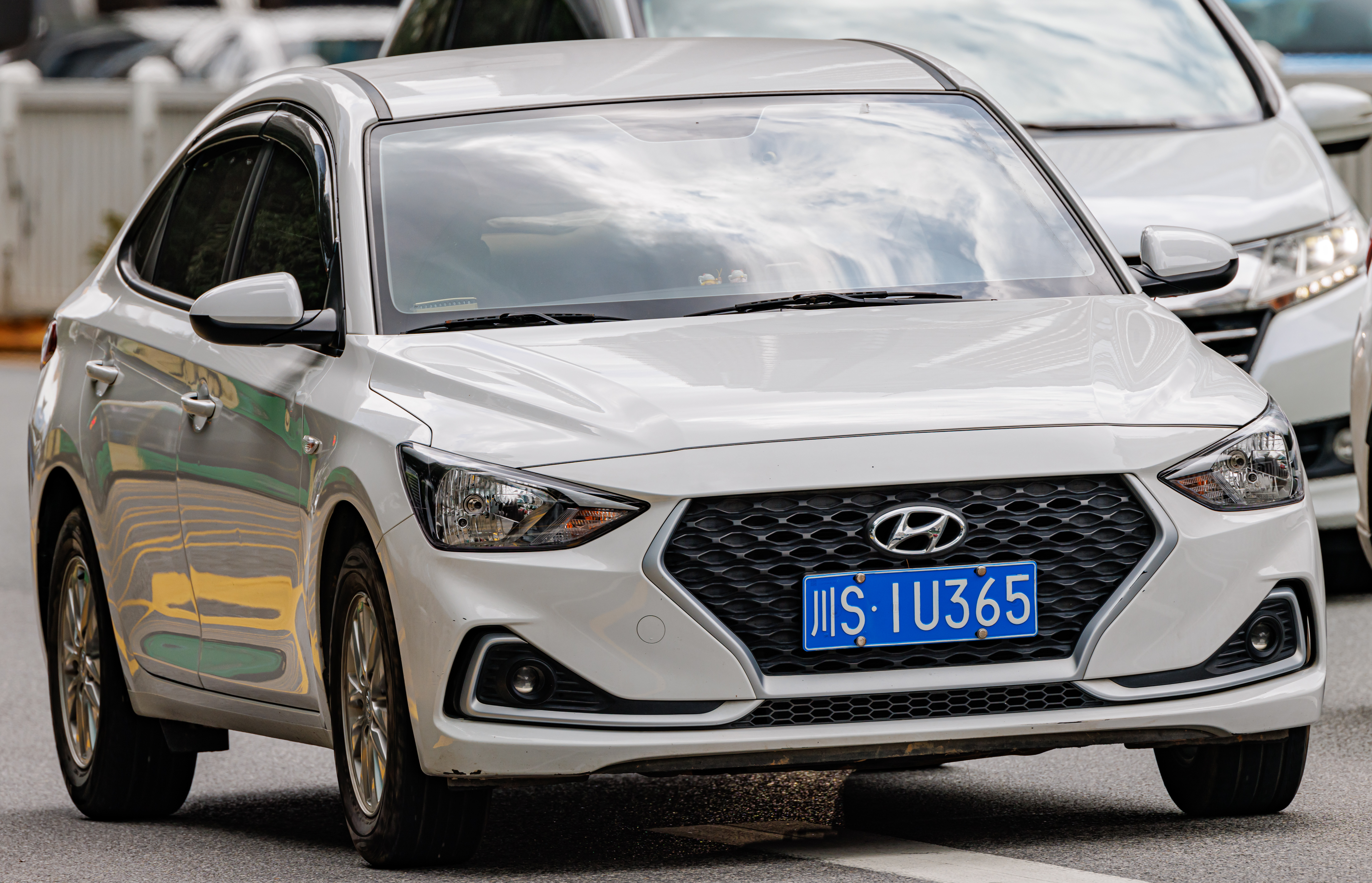
Hyundai Celesta

## Двигатели
| Модель             | Годы производства | Трансмиссия               | Мощность                  | Крутящий момент              | Максимальная скорость           |
| Celesta            | Celesta           | Celesta                   | Celesta                   | Celesta                      | Celesta                         |
| ------------------ | ----------------- | ------------------------- | ------------------------- | ---------------------------- | ------------------------------- |
| 1.6 Gamma MPi      | С 2017            | 6-скор. МКПП 6-скор. АКПП | 121 л. с. при 6300 об/мин | 151 Н*м при 4850 об/мин      | 188 км/ч (МКПП) 190 км/ч (АКПП) |
| Celesta RV         |                   |                           |                           |                              |                                 |
| 1.4 Kappa II T-GDi | 2018—2019         | 7-скор. DCT               | 128 л. с. при 6000 об/мин | 212 Н*м при 1400—3700 об/мин |                                 |
| 1.6 Gamma MPi      | 2018—2019         | 6-скор. АКПП              | 121 л. с. при 6300 об/мин | 151 Н*м при 4850 об/мин      |                                 |